# Thanh Liệt (xã)
Thanh Liệt là một xã cũ thuộc huyện Thanh Trì, thành phố Hà Nội, Việt Nam.

## Địa giới hành chính
Xã Thanh Liệt nằm ở phía tây bắc huyện Thanh Trì. Địa giới hành chính như sau:
- Phía đông giáp phường Hoàng Liệt, quận Hoàng Mai; sông Tô Lịch chính là gianh giới;
- Phía tây giáp xã Tân Triều, huyện Thanh Trì;
- Phía bắc giáp phường Đại Kim, quận Hoàng Mai.
- Phía nam giáp các xã Tam Hiệp và Tả Thanh Oai, huyện Thanh Trì;

## Lịch sử
Thanh Liệt là một làng cổ, chạy dọc sông Tô Lịch trên chiều dài chừng hơn 1 km, bên sông này có chiếc cầu Quang Bình bắc qua, nối làng với làng Bằng Liệt; lại có Cầu Tó bắc song song trên đường 70 Văn Điển - Hà Đông, không chỉ thuận tiện cho đi lại mà còn tạo ra cảnh quan đẹp. Theo bia "Quang Bình kiều bi ký" thì vào năm Long Đức thứ ba (1734), cầu bị hỏng, mẹ chúa Trịnh Doanh đã bỏ ra 200 quan tiền để sửa cầu; em chúa Trịnh Doanh cũng góp 5 quan. Đầu thế kỷ 19, làng Thanh Liệt là một xã có tên là Quang Liệt, thuộc tổng Quang Liệt, huyện Thanh Trì, phủ Ứng Thiên, trấn Sơn Nam Thượng (từ năm Minh Mạng thứ 12 - 1831 là tỉnh Hà Nội, năm 1902 là tỉnh Cầu Đơ, năm 1904 đổi thành tỉnh Hà Đông). Năm Thiệu Trị thứ tư (1844), tên làng và tên tổng lại đổi là "Thanh Liệt".
Ngày 20/4/1961, kỳ họp thứ 2 Quốc hội khoá II thông qua Nghị quyết phê chuẩn mở rộng thành phố Hà Nội. Trong đó xã Thanh Liệt thuộc huyện Thanh Trì cùng với một số xã khác được chuyển từ tỉnh Hà Đông về thành phố Hà Nội.
Thanh Liệt là vùng đất cổ, sớm được người Việt đến tụ cư, khai phá. Năm 1926, làng có đến 2091 nhân khẩu.
Phía đông và cũng là mặt chính của làng nhìn ra sông Tô Lịch với những vườn nhãn, vải cổ thụ kéo dài hai bên bờ. Phía tây là mặt sau của làng có Đầm Tròn khá lớn. Đầm Tròn có lối thông ra sông Nhuệ qua cống Cầu Gạo và ngòi Cầu Bươu. Bên bờ đầm có chùa cổ Quang Ân, đình thờ danh tướng Phạm Tu, phong cảnh thật hữu tình.
Cư dân sống bằng nông nghiệp, làm vườn, trồng nhiều loại cây mang tính đặc sản như vải và nhãn lồng. Vải của Thanh Liệt được Nguyễn Trãi nhắc đến trong sách Dư địa chí; còn nhãn lồng được ví ngang ổi làng Định Công ("ổi Định Công, nhãn lồng Kẻ Quang").
Làng có chợ Quang họp đầu cầu Quang Bình (nối với làng Bằng) khá sầm uất. Chợ Quang họp ngay dưới gốc cây gạo cổ thụ đầu cầu. Cây gạo này cùng với hai cây phi lao trong trại ấp của nhà ông Phán Thành (hiện nay là trường tiểu học Thanh Liệt, nằm giữa địa giới hai xóm Tràng và Mụ) từ xa xưa là cái mốc để người Thanh Liệt đi xa về nhận biết làng xóm mình. Cho đến thập niên 60 của thế kỷ XX, từ cách xa gần chục cây số, người đi trên đường Nguyễn Trãi, Hà Đông, ngã tư Vọng, Giáp Bát, Pháp Vân... vẫn nhìn thấy rõ các cây này vươn lên trời cao.
Trước đây xã Thanh Liệt có 10 xóm: Thượng, Chùa Nhĩ, Bơ, Nội, Cầu, Giữa, Tràng, Mụ, Vực, Văn; nay gồm các thôn: thôn Thượng, thôn Nội, thôn Tràng, thôn Vực, thôn Văn. Các thôn Thượng, Nội, Tràng, Vực liền nhau thành một dải; thôn Văn nằm riêng biệt bên kia sông Tô Lịch. Cho đến tận giữa những năm 60 của thế kỷ XX, thôn Văn vẫn khá bị biệt lập với các thôn khác của xã Thanh Liệt vì cầu qua sông Tô Lịch ở khu vực này chưa có; người và xe cộ ngay trong xã muốn vào thôn Văn đều phải ra tận đường 70 rồi mới có đường vào thôn. Khoảng giữa những năm 60 dân làng mới bắc chiếc cầu tre nhỏ (không hơn các cầu "khỉ" ở đồng bằng sông Cửu Long là bao) chỉ đủ để người đi bộ và gồng gánh. Đó chính là tiền thân của chiếc cầu nối giữa thôn Vực và thôn Văn ở khu vực Nhà máy sơn tổng hợp hiện nay.

## Danh nhân và khoa cử
Thế kỷ thứ VI, làng Thanh Liệt sản sinh một người con trở thành vị tướng tài là Phạm Tu (476 - 545).Ông có công lớn giúp Lý Bí (Lý Nam Đế) đánh đuổi giặc Lương, lập ra nước Vạn Xuân độc lập (năm 544), sau lại đánh đuổi giặc Chiêm Thành giữ yên bờ cõi đất nước. Về sau ông hy sinh trong khi đánh nhau với tướng giặc là Trần Bá Tiên ở cửa sông Tô Lịch. Dân làng lập đền thờ ông ở cánh đồng thôn Trung, gọi là Đình Ngoài. Ngoài ra còn có Miếu thờ ông tại thôn Vực (dân làng quen gọi là miếu Vực) nằm ngay mặt đường nhìn ra ngã ba của hai nhánh sông Tô Lịch.
Làng Thanh Liệt nổi tiếng về truyền thống học hành thành đạt. Đây là quê hương của Chu Văn An (1292 - 1370) - vị Nho thần nổi tiếng cương trực, đào tạo được nhiều học trò giỏi cho đất nước vào cuối thời Trần, trở thành vị "Thánh sư" cho nền giáo dục Nho học Việt Nam. Dân làng đã tôn ông làm Thành hoàng, thờ ông tại ngôi đình nằm trên trục đường chính ngay bên bờ sông Tô và hồ Thủy đình, gọi là Đình Trong. Rất tiếc hồ Thủy đình đã bị lấp và Nhà Thủy tạ rất đẹp nằm giữa hồ đã bị phá vào khoảng sau năm 2000 khi làm đường qua đây. 

Nhà Thủy tạ trước đình thờ Danh nhân Chu Văn An ở xã Thanh Liệt (Đầu những năm 2000, trước khi bị phá)

Cháu bốn đời của Chu Văn An là Chu Đình Báo đỗ Tiến sĩ khoa Giáp Thìn niên hiệu Hồng Đức đời Vua Lê Thánh Tông (1484). Theo bia "Hoàng triều Ất Sửu" do Tiến sĩ Hoàng Đình Chuyên (1812 - ?) - người làng Linh Đàm (nay thuộc quận Hoàng Mai soạn thì làng còn có một vị Tiến sĩ nữa là Trần Thản, song các sách Đăng khoa lục không chép vị Tiến sĩ này.
Ghi tạc công lao của Chu Văn An và để khích lệ tinh thần học tập của người làng, dân làng đã dựng Văn chỉ tại thôn Trung vào năm Cảnh Hưng thứ 26 (1765). Lúc đầu Văn chỉ ở cánh đồng xứ Đầm Tròn. Đến năm Giáp Tý đời Tự Đức (1864), Tú tài Vũ Huy Diệu cho chuyển lên khu đất cao. Văn chỉ gồm 3 gian chính cung lợp ngói, có Tả vu, Hữu vu.
Khu tưởng niệm Chu Văn An hiện đang được quy hoạch để xây dựng với diện tích gần 50 ha. (Khu tưởng niệm sẽ nằm trên cánh đồng Thanh Liệt trước đây từ khu sân bóng bộ công an tới khu chùa Quang Ân).
Với truyền thống học hành như thế nên Trường tiểu học Thanh Liệt cũng là một ngôi trường có rất sớm ở trong vùng, nó được xây dựng từ những năm đầu của thế kỷ XX.
Đầu thế kỷ XX, làng Thanh Liệt có ông Vũ Hoành (1873 - 1946) tham gia phong trào Đông Kinh nghĩa thục và vụ Hà Thành đầu độc, bị đày ra Côn Đảo. Về sau, bị đưa về an trí tại Sa Đéc, ông thể hiện tính khẳng khái: không nhận trợ cấp của Pháp mà tự sống bằng nghề làm thuốc chữa bệnh cho nhân dân và dạy học cho con em trong vùng. Khi giặc Pháp trở lại gây hấn, ông vào Bưng biền tham gia chiến đấu và hy sinh ngày 29 - 11 - 1946.

## Di tích lịch sử, văn hóa, lễ hội

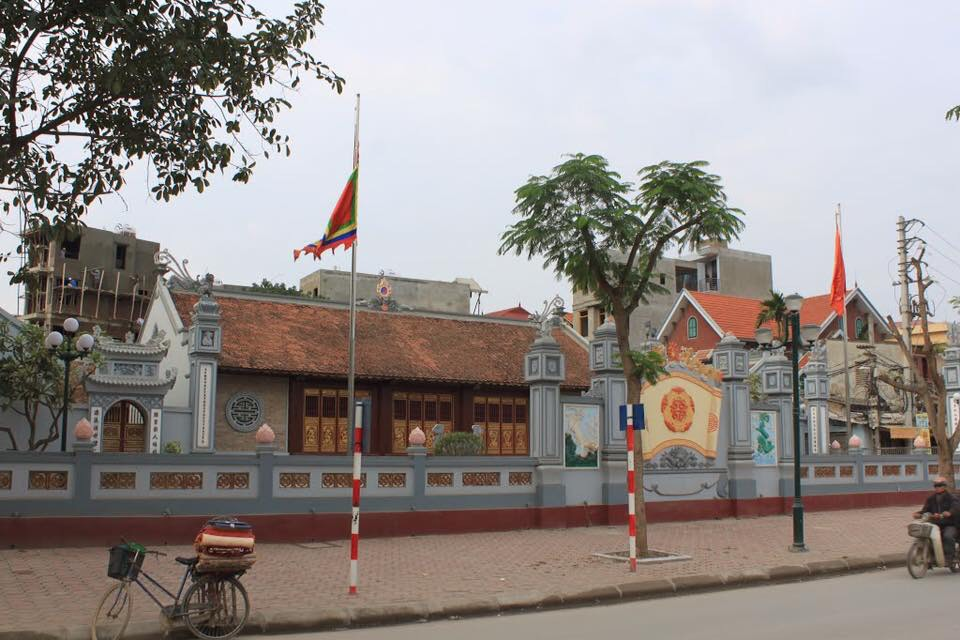
Đình thờ danh nhân Chu Văn An tại xã Thanh Liệt bên bờ sông Tô Lịch

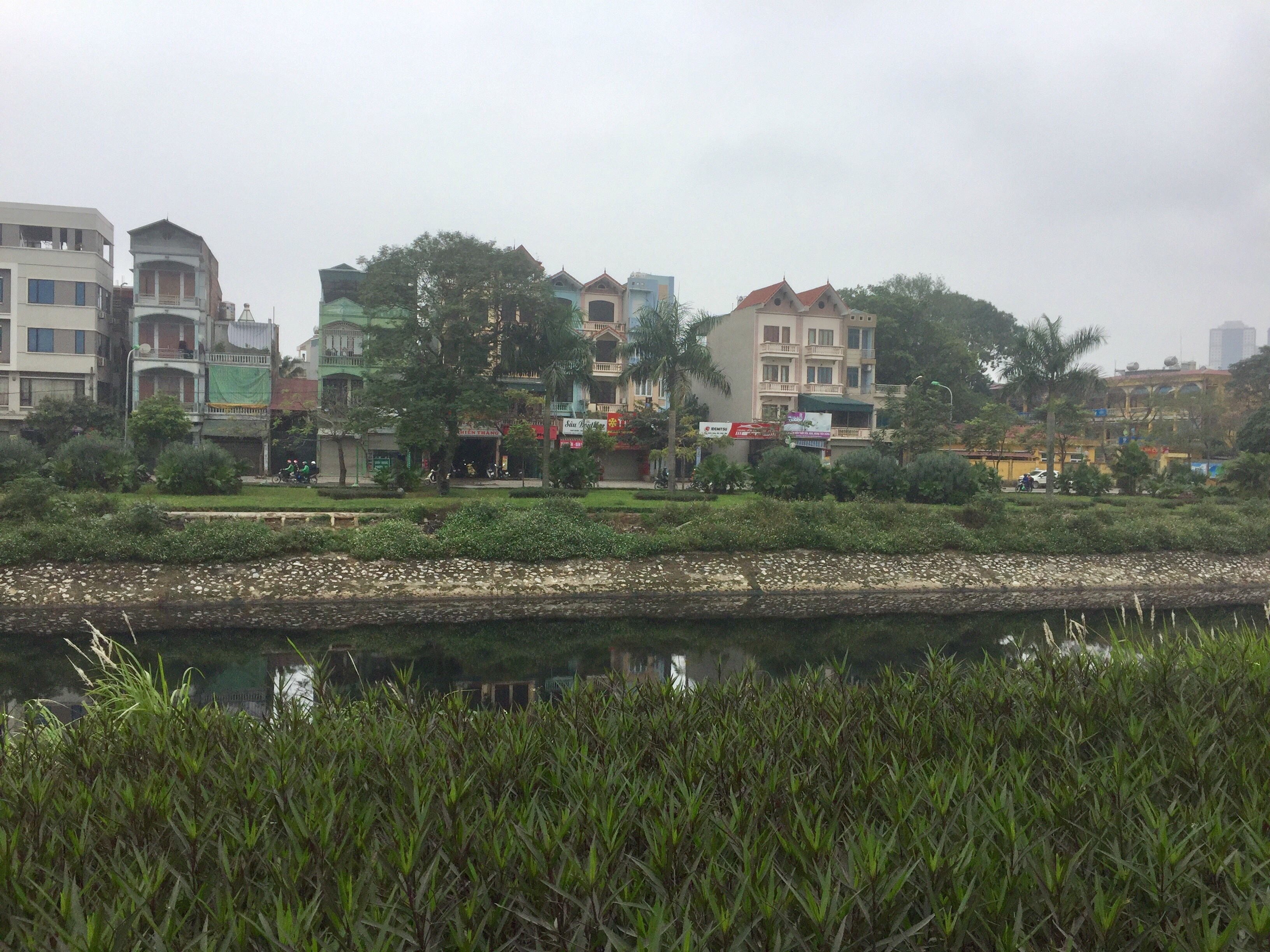
Một đoạn sông Tô Lịch chảy qua xã Thanh Liệt

- Một đoạn đường mang tên Thanh LiệtMột đoạn sông Tô Lịch chảy qua xã Thanh LiệtLàng Thanh Liệt có chùa Quang Ân ở thôn Trung (nay là thôn Tràng), theo bia "Quang Ân thạch trụ thạch kiều quán bi ký " thì cầu có từ lâu, đến năm Đinh Mùi niên hiệu Bảo Thái (1727), Nhà sư Tịnh Tuyên trụ trì chùa đứng ra quyên tiền để dựng hậu đường, tháp đá; lại cho xây cầu đá và 3 gian quán bằng đá để dân đi lại thuận tiện[4].

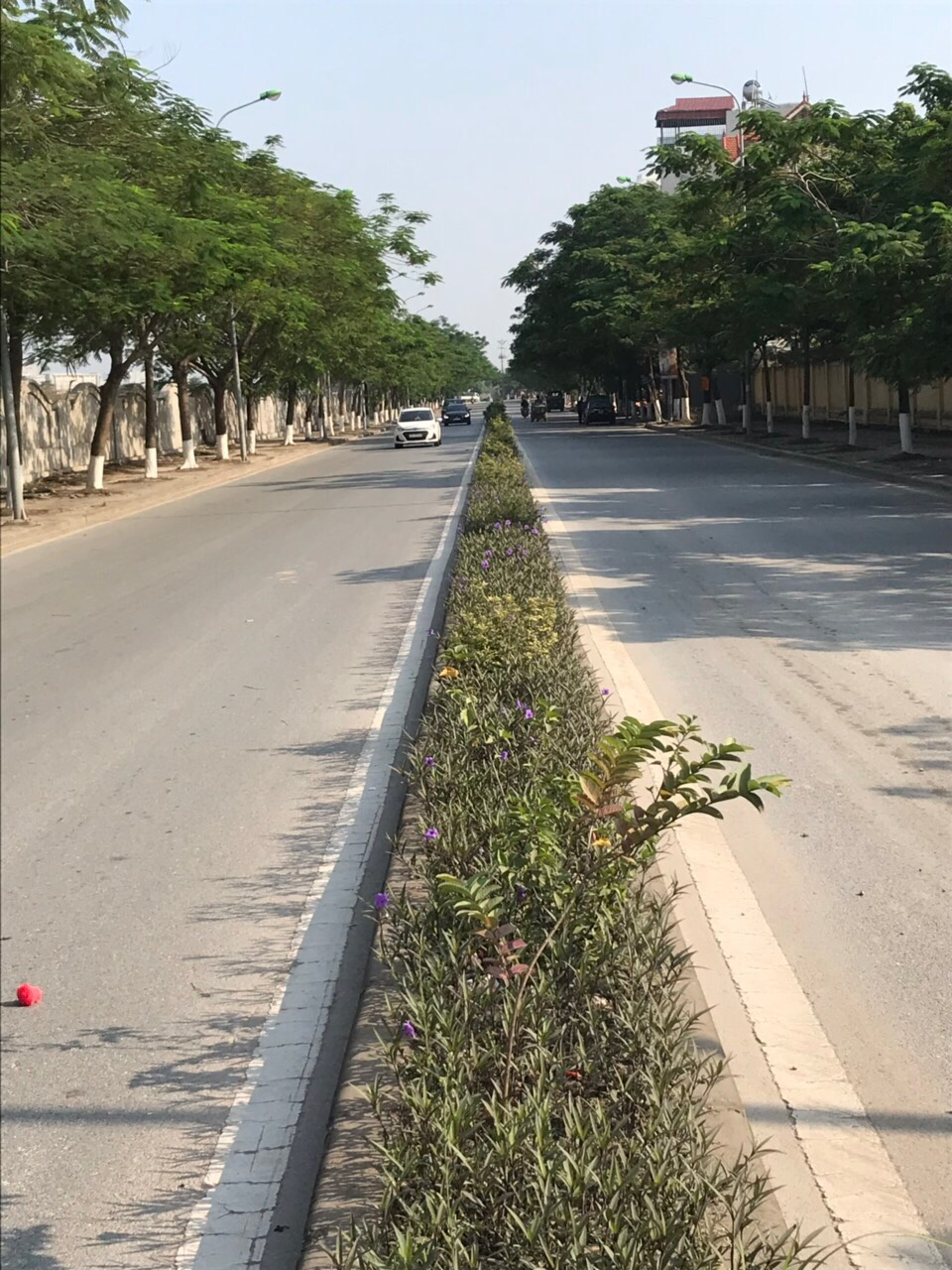
Một đoạn đường mang tên Thanh Liệt

- Đình làng Thanh Liệt: Kể cũng hiếm làng quê Việt Nam nào có đến hai ngôi đình thờ Thành hoàng làng là danh nhân của làng như xã Thanh Liệt: Đình Ngoại nơi thờ tướng Phạm Tu, xây năm Canh Ngọ (1690) hướng đông nam, giữa cánh đồng thôn Trung, nhìn ra hồ Ngọc Thanh Đàm. Đình có quy mô kiến trúc vừa phải, gồm Đại Đình năm gian, nhà cầu nối với hậu cung hai gian tạo nên kết cấu chữ đinh. Nhiều di vật quý còn được lưu giữ: y môn, câu đối, hoành phi, tranh thờ, đôi lục bình đời Thanh, hương án, long ngai bài vị, bảy đạo sắc phong thần và một cuốn thần phả... Đã gần 1500 năm trôi qua, công lao đánh giặc giữ nước của tướng Phạm Tu mãi lưu truyền. Dân chúng làm nhiều câu thơ để ca ngợi, trong đó có câu: Tướng sử lục triều Lương địch quốc Thần bi nhất Phạm liệt danh hương Tạm dịch: Tướng triều đại năm thứ năm đánh giặc Lương Bia thần chốn làng quê sáng danh họ Phạm Những di tích liên quan đến tướng Phạm Tu còn có miếu Vực. Miếu Vực theo các cụ truyền lại là nơi thờ Phạm Tu theo sắc chỉ vua Lý từ thế kỷ thứ VI. Từ khi có đình Ngoại thì ở đây là nơi thờ vọng Phạm Tu cùng với cha mẹ ông. Miếu nhỏ nhưng rất linh ứng nên bà ngoại, bố mẹ chúa Trịnh Sâm đã bầu hậu tại đây. Ở Thanh Liệt còn có ngôi đình Lý Nhân ở thôn Trung thờ vọng tướng Phạm Tu dựng năm 1872, mở rộng thêm vào năm 1899. Đình Nội nơi thờ Chu Văn An vốn xa xưa là ngôi đền cổ, đến thời Lê Trung hưng trở thành văn từ thờ các vị khoa bảng trong làng. Nên khi xây đình các vị tiến sĩ đại khoa cũng được phối thờ. Đình được khởi dựng vào năm Ất Dậu (1765). Đến năm Giáp Tý (1864), vị tú tài Vũ Huy Hiệu cùng với dân làng chọn nơi đất thoáng hiện nay xây lại đình gồm ba gian chính và hai bên giải vũ. Mùa xuân năm Nhâm Dần (1892) đình được mở rộng. Còn được trùng tu vào năm 1921. Đến năm Nhâm Ngọ 1942 xây thêm nhà thủy toạ. Đình  Nội được xây trên khu đất cao, thoáng rộng ở giữa làng, hướng đông bắc nhìn ra sông Tô Lịch. Kiến trúc kiểu chữ công với ba nếp nhà cao thấp khác nhau. Trước đây di tích là một khối liên hoàn chặt chẽ gắn kết với nhau. Những năm chiến tranh chống Mỹ, con đường trước cửa đình được mở rộng để thuận tiện cho các loại vũ khí phòng không của quân đội ta cơ động chiến đấu, ngôi đình bị chia đôi với nhà Thủy đình. Dịp kỷ niệm 1.000 năm Thăng Long, ngôi đình được trùng tu và chẳng hiểu sao nhà Thủy đình đã bị phá bỏ. Thật tiếc! Thủy đình là một công trình kiến trúc đẹp xây bằng gạch trên khối trụ móng hình tròn, nằm giữa hồ bán nguyệt, soi bóng xuống dòng sông Tô Lịch. Phần trên làm kiểu hai tầng tám mái, các đầu đao uốn cong, phía dưới mở nhiều cửa trông ra tám hướng. Tiền đình là ngôi nhà rộng năm gian, một kiến trúc nhỏ nối hai nếp nhà sau trước. Lớp nhà giữa nối nhà sau tiền đình với hậu cung làm đơn giản gần như hình vuông trong để kiệu, bia đá. Hậu cung là ba gian hẹp lòng, hai gian bên xây bệ thấp để tượng các vị khoa bảng trong làng, tượng tạc nhỏ gồm: con trai cả của Chu công là Chu Tam Tỉnh, trúng tuyển khoa ngự thí năm Tân Hợi; Chu Đình Bảo cháu bốn đời của Chu công đỗ tiến sĩ khoa Giáp Thìn và Lý Trần Thảo người xã Lê Xá, huyện Duy Tiên, nhập tịch ở xã, tiến sĩ khoa Ất Sửu. Tượng Chu công tạc với tỷ lệ gần như người thật, để trong khám lớn trên ví trí cao nhất ở giàn giữa hậu cung. Khác với tượng thần ở các nơi thường tạc “tai to mặt lớn”, mặc triều phục, đội mũ cánh chuồn, tượng Chu công đầu đội khăn xếp, mặc áo lương xanh của nho sinh, khuôn mặt hao gầy, u buồn, đầy tâm trạng. Có lẽ nghệ nhân tạc tượng đã nắm bắt được cái hồn của Chu công khi từ quan về ở ẩn: tiếc rằng tôi sáng chẳng gặp được vua hiền nặng lòng yêu nước thương dân mà đành bất lực. Đình Nội còn lưu giữ được nhiều di vật quý gồm: sáu tấm bia đá, trong đó bốn tấm dựng thời Lê Trung hưng, năm sắc phong thần, một cỗ kiệu, y môn, hoành phi, câu đối và thần phả.
- Những công trình phúc lợi có rất sớm ở Thanh Liệt: Những năm đầu thế kỷ XX, khi Tổng đốc Hà Đông là Hoàng Trọng Phu (dân quen gọi là Ông Thiếu Hà Đông, ông làm Tổng đốc Hà Đông bắt đầu từ năm 1906 và ở chức vị này trên 20 năm), là người có đầu óc canh tân và muốn cho tỉnh Hà Đông phát triển, Thanh Liệt là nơi được ông áp dụng nhiều chính sách và công việc mở mang. Trong thời gian này ông cho lập trường tiểu học Thanh Liệt (nằm trên đất xóm Tràng nhìn ra sông Tô Lịch, ngoài toà nhà kiến trúc khá đẹp với các phòng học còn có khoảng đất rộng làm sân vận động), nhà Ấu trĩ (nằm trên đất xóm Bơ), xây dựng giếng máy (giếng khoan dùng bơm quay tay để bơm nước), nhà hộ sinh (nằm trên đất xóm Giữa nhìn ra sông Tô Lịch), dùng vật liệu dỡ bỏ của chợ Hàng Da mang về để xây quán chợ Quang, xây cầu Quang Bình (có trụ bằng bê tông cốt thép) nối với làng Bằng. Những công trình này có cái tồn tại và hoạt động cho đến những năm 70, 80 của thế kỷ XX mới bị xuống cấp, dỡ bỏ hoặc thay thế.
- Con đường chạy dọc bờ sông Tô Lịch nối từ đường Nguyễn Trãi (gần Ngã Tư Sở) tới đường 70 ở Cầu Tó, hiện nay được đặt tên là đường Khương Đình và đường Kim Giang, xưa chỉ là đường đất. Đến năm 1939 con đường mới được rải đá. Người bỏ tiền ra rải đá con đường là một người giàu có ở xã Thanh Liệt, tên ông là Sáu Nhàn. Trại tạm giam Thanh Liệt hiện nay của Bộ Công an chính là dinh cơ ngày xưa của ông Sáu Nhàn. Đến năm 1968 đoạn đường qua xã Thanh Liệt mới được trải nhựa.
- Con đường mang tên "đường Thanh Liệt": khoảng sau năm 2010 một con đường rộng với 4 làn xe, có dải phân cách ở giữa nối với đường vành đai Nghiêm Xuân Yêm chạy từ thôn Thượng xuống đến thôn Vực đã được mở. Thực chất con đường này chạy phía sau làng. Tháng 12 năm 2018 thành phố Hà Nội chính thức đặt tên con đường mới mở này là đường Thanh Liệt.Biển tên đường Thanh Liệt

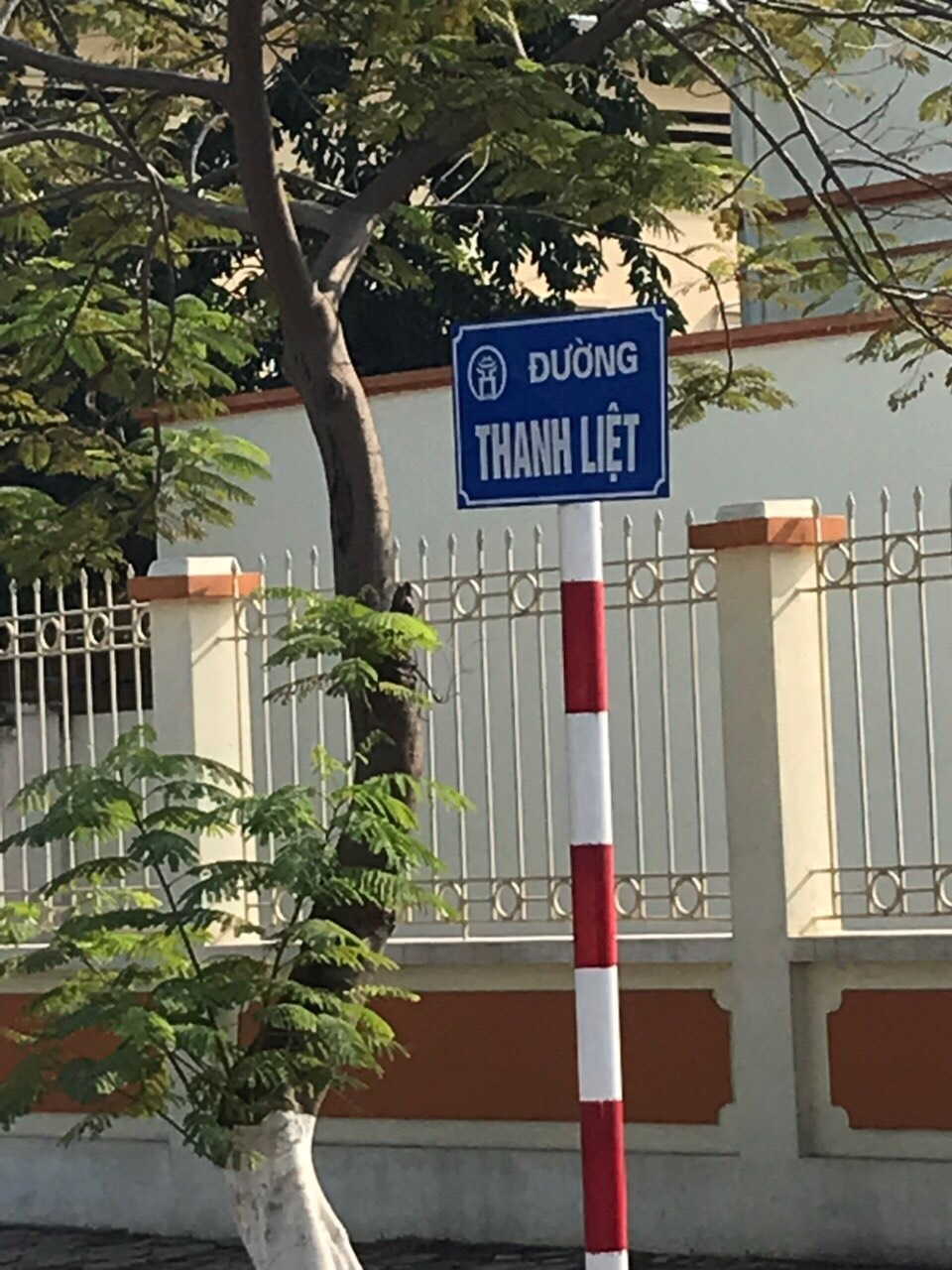
Biển tên đường Thanh Liệt

- Lễ hôi làng Thanh Liệt: Từ xưa, lệ ở Thanh Liệt mở đình từ ngày 7 tháng 2 âm lịch, ngày 8 tháng 2 đón khách, ngày 9 tháng 2 rước từ đình Nội đến đình Ngoại vào dâng lễ rồi rước về. Ngày 10 tháng 2 tế tạ ở hai đình. Trong mấy ngày hội làng có các trò diễn tuồng, chọi gà, đánh cờ bỏi... Cách phục sức của quan viên, của đô tùy và cách đánh trống chiêng đều được đặt thành thơ lục bát nhằm mục đích dễ nhớ như trong bài “Đám rước hội làng” dưới đây: Đi đầu đôi ngựa bạch cao Mười hai cờ sắc vẫy chào gió xuân Tiếp theo là trống tiền quân Lọng vàng tám tía, bước chân dập dồn Đến biển Nam quốc nho tôn Đôi tàn đi cạnh, đổ dồn tùng dinh Kế tiếp là kiệu long đình Hương trầm nghi ngút anh linh văn bài Trống trung quân bảy tiếng dài Đến năm cỗ ngọc đủ loài bánh hoa Nữ quan khiêng kiệu đức bà Hội nhạc đi trước tấu hoà bát âm Tư văn các chức tay cầm Túc Tĩnh, bát bảo có phần trang nghiêm Đến chiếu trung tịch quan viên Gươm vàng kiếm bạc bút nghiên hai hàng Bức trướng nguyên soái dát vàng Uy nghi trước kiệu thành hoàng đức ông Bát hương bài vị bên trong Bước ra đến khỏi cổng đình kiệu quay Trống hậu quân báo kiệu bay Trung tâm đám rước tránh ngay ven đường Ngài mừng ngài hoá bát hương Kiệu bay đến tận cổng trường Chu công Lại bay trở lại công đồng Nhập vào đám rước để cùng rước đi Kiệu bà đến miếu Vực thì Ghé vào dâng lễ rước đi đình ngoài Rước ngày mồng chín tháng Hai Mồng mười lễ tạ đình ngoài đình trong Hội làng tôi kể đã xong Nôm na ghi lại vài dòng xem chung. Thanh Liệt nối với mạch đất Thăng Long, quanh co theo dải sông Tô Lịch. Mảnh đất địa linh nhân kiệt đã sinh ra hai danh nhân lớn của lịch sử dân tộc Việt Nam đều đứng ở vị trí hàng đầu. Võ tướng Phạm Tu đã giúp vua Lý Nam Đế đánh quân xâm lược nhà Lương, lập nên nước Vạn Xuân, ngã xuống phòng tuyến sông Tô từ thế kỷ thứ VI. Quốc Tử Giám tư nghiệp Chu Văn An đời Trần. được đời sau tôn vinh là "Vạn thế sư biểu" (Người thầy giáo mẫu mực của muôn đời). đã góp phần đào tạo nhiều nhân tài cho đất nước - một người tài cao đức lớn yêu nước thương dân. Cuộc đời và sự nghiệp của Chu Văn An là tấm gương sáng để hậu thế noi theo.